# 8672 Morse
A 8672 Morse (ideiglenes jelöléssel 1991 PW16) a Naprendszer kisbolygóövében található aszteroida. Eric Walter Elst fedezte fel 1991. augusztus 6-án.
Nevét Samuel Finley Breese Morse amerikai feltaláló után kapta.